# Pilatus PC-9
Il Pilatus PC-9 è un aereo da addestramento prodotto dall'azienda svizzera Pilatus Flugzeugwerke AG. Ultimo sviluppo di una lunga serie, è un velivolo monomotore a turboelica, biposto, ad ala bassa e con un abitacolo a bolla, ad alte prestazioni (velocità massima di oltre 500 km/h) e che ha ottenuto nel tempo un ottimo successo commerciale.
Assieme al brasiliano Embraer EMB 312 Tucano rappresenta l'ultima evoluzione di addestratori leggeri a elica come lo statunitense Beechcraft T-34 Mentor e l'italiano SIAI-Marchetti SF-260.

## Storia del progetto
Il PC-9 venne progettato per la necessità di sviluppare un velivolo di prestazioni superiori da offrire al mercato e da affiancare alla gamma di modelli allora in produzione. Evoluzione più potente del PC-7, il PC-9 pur mantenendone l'impostazione e l'aspetto condivideva ben poco della struttura del precedente modello. Tra le altre migliorie, era caratterizzato da una cabina di pilotaggio di maggiori dimensioni e dotata di seggiolini eiettabili e l'adozione di un aerofreno in posizione ventrale.
Il programma di sviluppo del PC-9 venne iniziato ufficialmente nel 1982. Sebbene alcuni elementi aerodinamici vennero precedentemente testati su un PC-7 nel 1982 e nel 1983, il primo prototipo del PC-9 venne portato in volo per la prima volta il 7 maggio 1984. Un secondo prototipo volò il 20 luglio dello stesso anno, dotato dello standard di strumentazione elettronica di bordo prevista per la produzione e praticamente in configurazione di preserie.
La certificazione venne ottenuta nel settembre 1985, troppo tardi per competere con la richiesta di fornitura di un addestratore da parte della britannica Royal Air Force, la quale dichiarò vincitore lo Short Tucano, versione britannica costruita su licenza del brasiliano Embraer EMB 312 Tucano. Tuttavia, grazie alle operazioni di marketing che condivideva con la British Aerospace durante il concorso riuscì ad ottenere un primo ordine di fornitura da parte dell'Arabia Saudita.
Successivamente venne scelto come addestratore per il concorso americano Joint Primary Aircraft Training System o JPATS, indetto per l'adozione di un moderno aereo da addestramento, con un contratto stipulato con la Raytheon Aircraft Company (ora Hawker Beechcraft) per la produzione su licenza di centinaia di esemplari denominati T-6 Texan II.

## Impiego operativo
Il primo PC-9 di produzione di serie assegnato alla Royal Australian Air Force venne portato in volo il 19 maggio 1987, al quale fu assegnata la denominazione australiana PC-9/A.
La compagnia aerea tedesca Condor Flugdienst usa 10 esemplari nella versione aereo da traino.

## Versioni

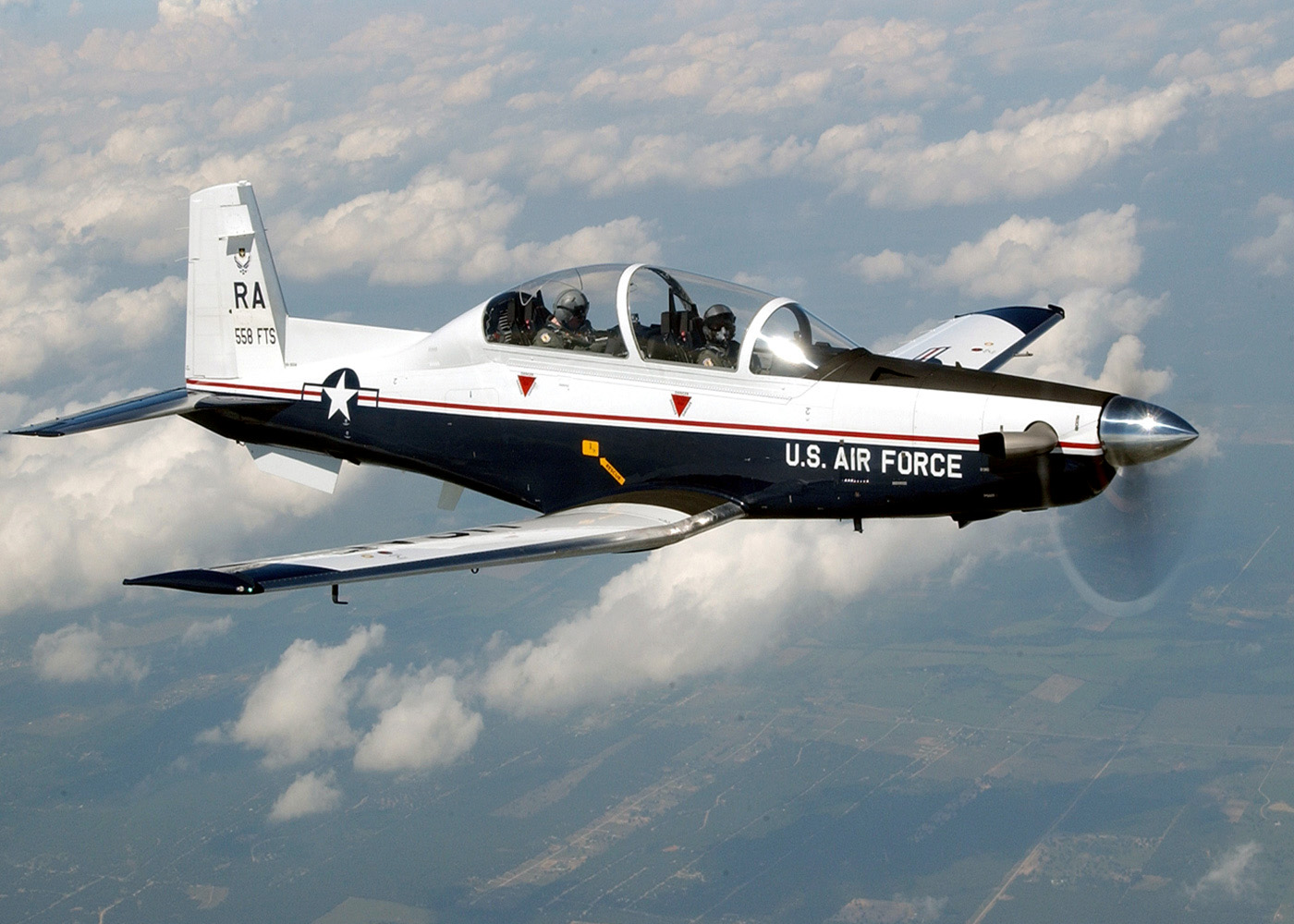
Un T-6 Texan II nei pressi della Randolph Air Force Base.

PC-9
versione da addestramento basico biposto.
Beech Pilatus PC-9 Mk.2
al fine di competere nel concorso statunitense JPATS, la Pilatus e la Beech Aircraft Corporation svilupparono una versione ampiamente modificata del PC-9, denominata Beech Pilatus PC-9 Mk. II che venne valutata la vincitrice tra le altre 7 proposte presentate dai contendenti. venne successivamente ridenominato Beechcraft T-6 Texan II ora prodotto e commercializzato indipendentemente dalla Raytheon Aircraft Company (ora Hawker Beechcraft e che acquisì la Beechcraft nel 1980) negli stabilimenti di Wichita, Kansas. Oltre 700 esemplari sono stati forniti alla USAF e U.S. Navy.
PC-9/A
versione da addestramento basico biposto destinata alla Royal Australian Air Force prodotta su licenza in Australia dalla Hawker de Havilland. La Croazia acquisì 3 esemplari ex-RAAF nel 1997.
PC-9B
versione aereo da traino biposto destinata alla Luftwaffe. Questa versione è caratterizzata da un aumento della capacità di carburante consentendo di volo a un massimo di 3 ore e 20 minuti. Inoltre è equipaggiata con 2 verricelli Southwest RM-24 posizionati sotto le ali con i quali possono trainare un obiettivo fino alla distanza di 3 500 m.
PC-9M
questa versione venne introdotta nel 1997 come il nuovo modello standard. È caratterizzata da una pinna dorsale allargata al fine di migliorare la stabilità longitudinale, una radice alare dalla carenatura modificata, stall strip sul bordo d'attacco, nuovi controlli e una nuova elica. La Croazia ha acquistato 17 nuove unità nel 1997, la Slovenia (PC-9M, soprannominato Hudournik -rondone) ha emesso un ordine per 9 esemplari nel dicembre dello stesso anno, l'Oman ha ordinato 12 esemplari nel gennaio 1999 e l'Irlanda ha firmato un contratto per 8 esemplari nel gennaio 2003. La Bulgaria ha acquistato 12 esemplari nel 2004. L'ultimo ordine è stato effettuato dal Messico, che ha ricevuto almeno due esemplari nel mese di settembre 2006.

## Utilizzatori

### Civili
Germania
- Condor Flugdienst

opera con una flotta di 10 esemplari versione aereo da traino.
 Regno Unito
- BAE Systems

opera con 2 esemplari per i test di sviluppo su contratto della Al-Quwwat al-Jawwiyya al-Sa'udiyya.

### Militari

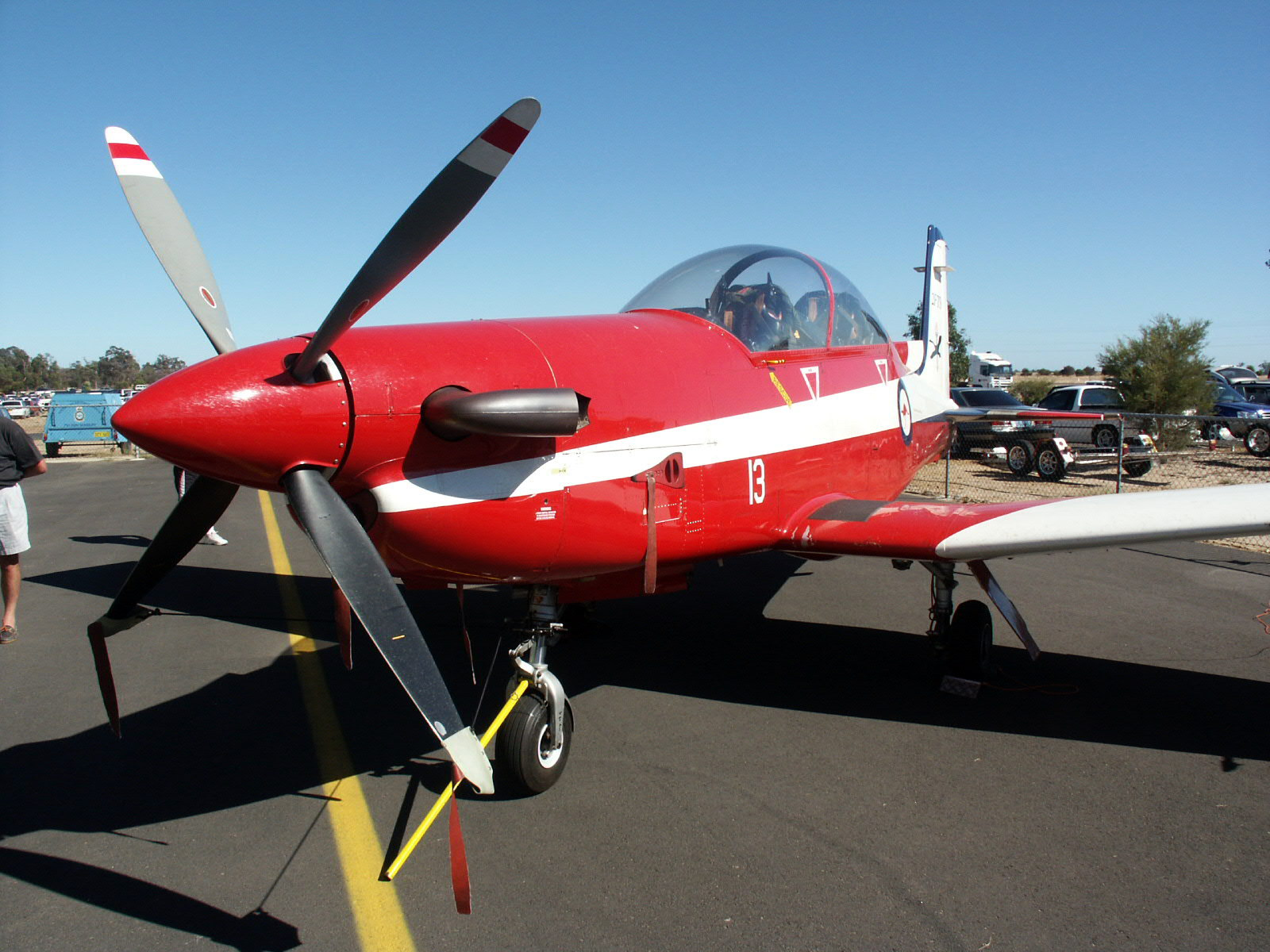
Un PC-9 della Roulettes, la pattuglia acrobatica della RAAF.

Angola
- Força Aérea Popular de Angola y Defesa Aérea y Antiaérea

Ad agosto 2015 opera con i 4 esemplari consegnati a partire dal 1987.
 Arabia Saudita
- Al-Quwwat al-Jawwiyya al-Sa'udiyya

opera con 50 esemplari consegnati dal dicembre 1986.
 Australia
- Royal Australian Air Force

67 esemplari prodotti su licenza dalla Hawker de Havilland, in servizio dal 1987 al 12 dicembre 2019. Il PC-9 è il velivolo utilizzato dalla Roulettes, la pattuglia acrobatica della RAAF.
- No. 2 Flying Training School RAAF
- Central Flying School RAAF
- Forward Air Control Development Unit RAAF

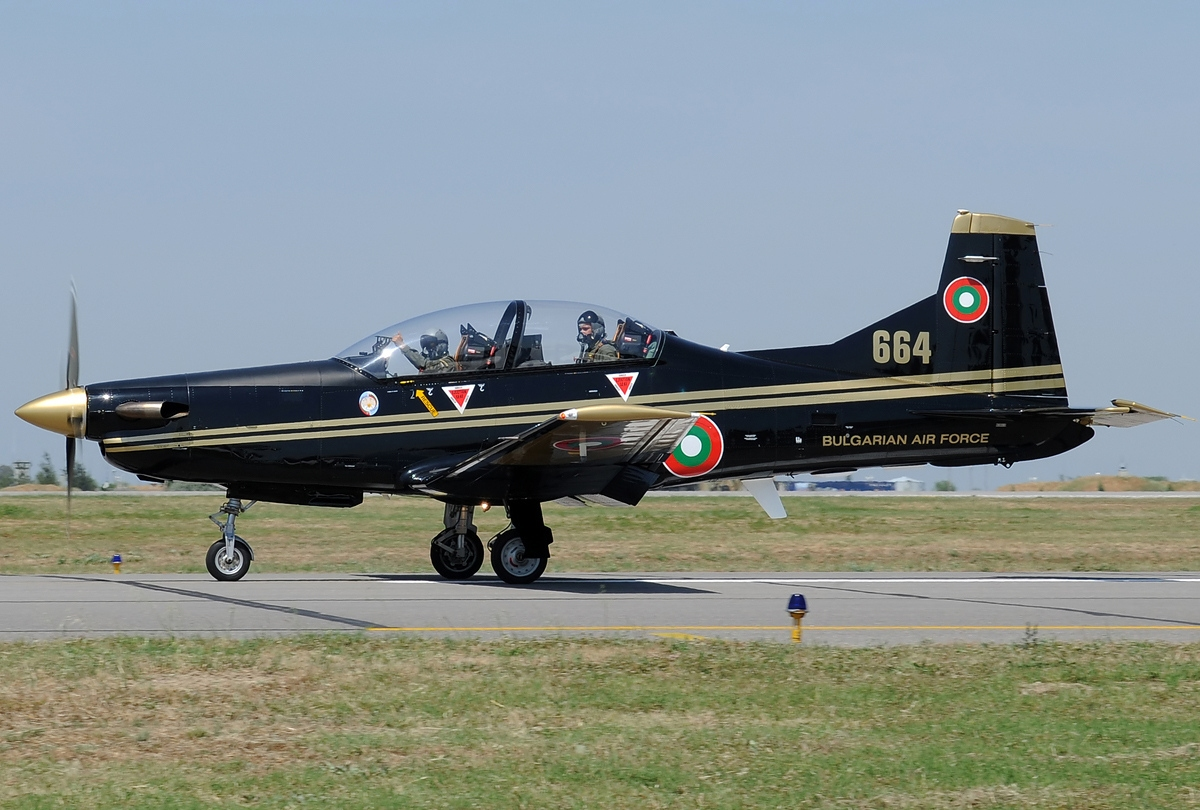
Un PC-9M della Bălgarski Voennovăzdušni sili.

- Roulettes

 Birmania
- Tatmdaw Lei

10 esemplari consegnati dall'aprile 1986, tutti in servizio operativo al dicembre 2016.
 Bulgaria
- Bălgarski Voennovăzdušni sili

opera con 6 esemplari consegnati nel 2004.
 Ciad
- Force Aérienne Tchadienne

opera, al maggio 2018, con un PC-9 destinato all'addestramento e come aereo da attacco leggero.
 Cipro
- Dioíkīsī Aeroporías

2 PC-9C consegnati a partire dal 1989, uno dei quali risulta distrutto in un incidente il 10 settembre 2005.
 Croazia

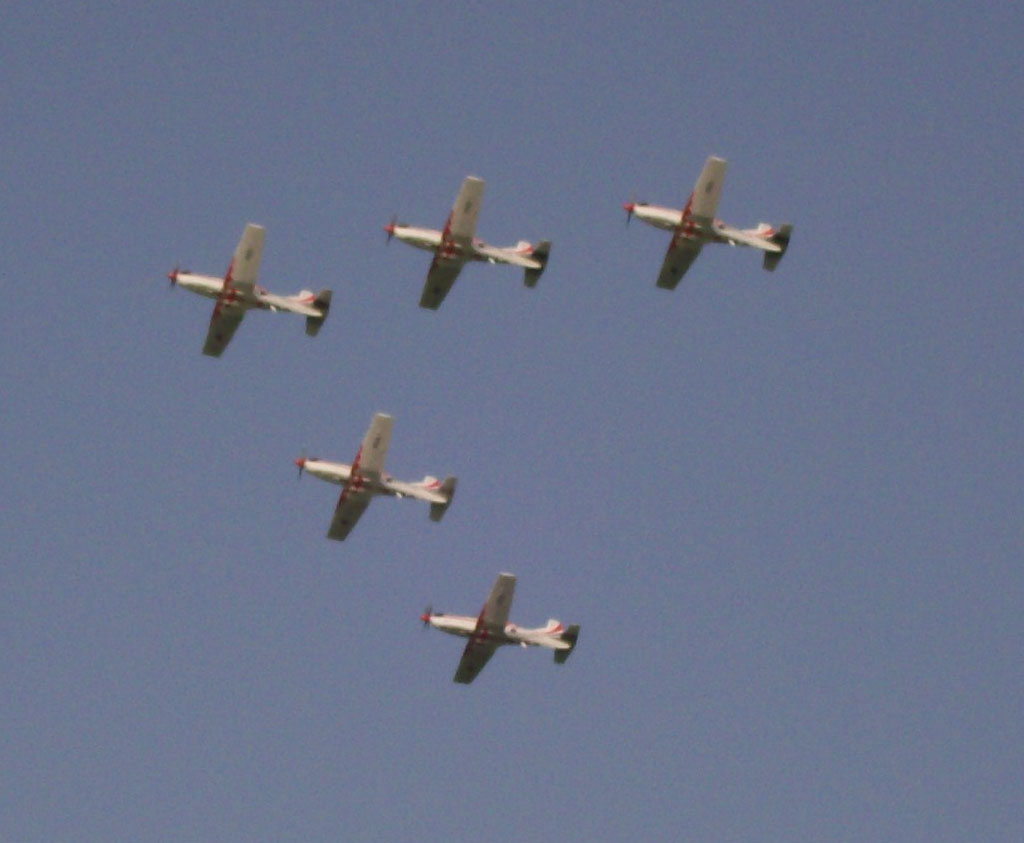
La figura acrobatica effettuata dai PC-9M della pattuglia acrobatica croata Wings of Storm.

- Hrvatsko ratno zrakoplovstvo i protuzračna obrana

3 PC-9A e 15 PC-9M, 3 della versione A e 12 di quella B in servizio al marzo 2019. I PC-9s sono usati nell'addestramento avanzato dei piloti e nella pattuglia acrobatica nazionale Wings of Storm.
 Iraq
- Al-Quwwat al-Jawwiyya al-'Iraqiyya

ricevette 20 esemplari consegnati dal 1987. Attualmente risultano tutti distrutti o ritirati.
 Irlanda
- Aer Chór na hÉireann

8 PC-9M consegnati alla fine del 2004. Nel 2005 gli esemplari vennero aggiornati con armamento offensivo, 2 rocked pods e 2 pods dotati di mitragliatrici.
 Messico
- Fuerza Aérea Mexicana

1 PC-9M consegnato alla fine di settembre 2006.
 Oman
- Al-Quwwat al-Jawiyya al-Sultaniyya al-'Umaniyya

opera con 12 esemplari consegnati tra il 1999 e il marzo 2000.
 Slovenia

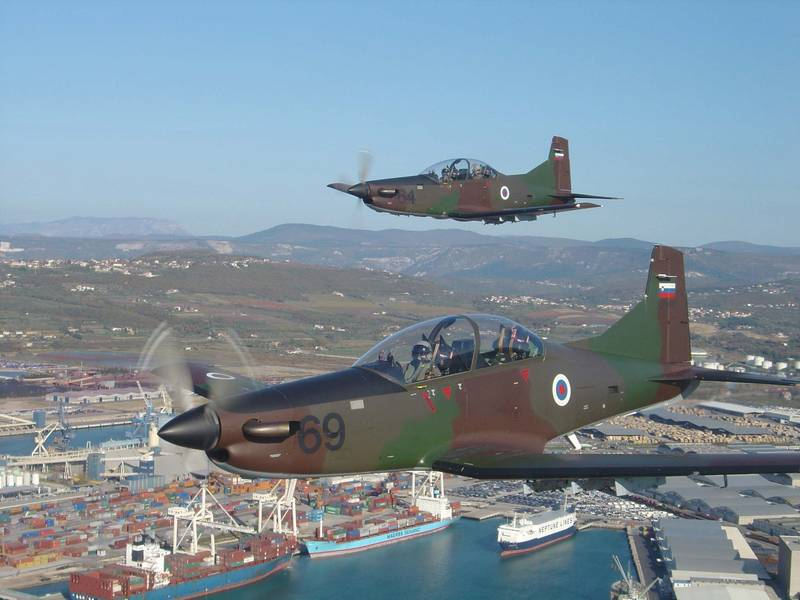
Due PC-9M Hudournik della slovena Brigada zračne obrambe in letalstva Slovenske vojske sopra il porto di Capodistria.

- Brigada zračne obrambe in letalstva Slovenske vojske

12 PC-9 ricevuti in due lotti (tre nel 1995 e nove dal novembre 1998), nove dei quali aggiornati allo standard PC-9M. Tutti gli esemplari sono stati aggiornati in Israele.
 Stati Uniti
- United States Navy

opera con 47 esemplari di T-6A Texan II, la versione prodotta su licenza del PC-9.
- United States Air Force

opera con 340 esemplari di T-6A Texan II come addestratore. Hanno sostituito il Cessna A-37 Dragonfly nel 2008
 Svizzera
- Forze aeree svizzere

12 PC-9F consegnati tra il 1988 e il 1996 e ritirati dal servizio l'8 dicembre 2022. Gli ultimi 6 PC-9 in dotazione (dicembre 2019), oltre che nell'addestramento, venivano impiegati anche come traino-bersagli, bersaglio radar, aggressor e per missioni di polizia aerea.
 Thailandia
- Kongthap Akat Thai

26 PC-9M in servizio dal 1991 al 2024.

## Velivoli comparabili
Austria
- Diamond DART 450

 Brasile
- Embraer EMB 312 Tucano

 Brasile
- Embraer EMB 314 Super Tucano

 Regno Unito
- Short Tucano

 Stati Uniti
- Raytheon T-6 Texan II

 Svizzera
- Pilatus PC-21